# کادی‌کندی
کادی‌کندی (به ترکی استانبولی: Kadıkendi) شهری است در کشور ترکیه که در استان شانلی‌اورفه واقع شده‌است. جمعیت این شهر بر اساس سرشماری سال ۲۰۰۸ میلادی ۶٬۴۰۴ نفر و بر اساس برآوردهای سال ۲۰۰۹ میلادی ۱۲٬۶۱۲ نفر می‌باشد.